# Stenocrates holomelanus
Stenocrates holomelanus är en skalbaggsart som beskrevs av Ernst Friedrich Germar 1824. Stenocrates holomelanus ingår i släktet Stenocrates och familjen Dynastidae. Inga underarter finns listade i Catalogue of Life.